# Henry Morrison Flagler House
Das Henry Morrison Flagler House (auch als Whitehall oder Henry Morrison Flagler Mansion gelistet) ist ein zeitgeschichtliches Museum in Palm Beach in Florida.

## Geschichte
Das als Marmorpalast angelegte Anwesen mit 55 Räumen wurde vom Eisenbahnmagnaten Henry Morrison Flagler, einem Geschäftspartner von John Davison Rockefeller, 1902 als Hochzeitsgeschenk an seine Frau errichtet. Diese ehemalige herrschaftliche Winterresidenz, die von Mitte der 1920er bis Ende der 50er Jahre als Hotel fungierte, kann besichtigt werden. Zu sehen sind Möbel und Zimmer aus der Entstehungszeit und Erinnerungsstücke der Eisenbahnbauepoche. Am 5. Dezember 1972  wurde das Gebäude in das National Register of Historic Places aufgenommen. Seit dem 16. Februar 2000 ist Henry Morrison Flagler House ein National Historic Landmark und zählt als ein herausragendes Beispiel für den amerikanischen Neoklassizismus des Gilded Age.

## Beschaffenheit
Das Haus besteht aus zwei Ebenen. Im Erdgeschoss findet man Gesellschafts- und Wirtschaftsräume um einen Innenhof herum angeordnet. Dort findet man Bibliothek, Musikzimmer, Billardraum, Tanzsaal, Frühstücks- und Esszimmer, Salon und eine größere Halle. Im Innenhof sprudelt ein Springbrunnen. Die 2. Etage beherbergt die Schlafräume der Bewohner und weitere Aufenthaltsräume.